# Terapia con neutrones rápidos
La terapia con neutrones rápidos utiliza neutrones de alta energía, normalmente entre 50 y 70 MeV para tratar el cáncer. La mayoría de los haces de terapia con neutrones rápidos se producen mediante reactores, ciclotrones (d+Be) y aceleradores lineales. La terapia de neutrones estaba disponible en la década de 2020 en Alemania, Rusia, Sudáfrica y Estados Unidos. En Estados Unidos hay un centro de tratamiento en funcionamiento en Seattle, Washington. El centro de Seattle utiliza un ciclotrón que produce un haz de protones que incide sobre un objetivo de berilio.

## Ventajas
La radioterapia mata las células cancerosas de dos maneras, dependiendo de la energía efectiva de la fuente de radiación. La cantidad de energía depositada cuando las partículas atraviesan una sección de tejido se denomina transferencia lineal de energía (TLE). Los rayos X producen radiación de TLE baja, y los protones y neutrones producen radiación TLE alta. La radiación de baja TLE daña las células predominantemente mediante la generación de especies reactivas de oxígeno, véase radicales libres. El neutrón carece de carga eléctrica y daña las células por efecto directo sobre las estructuras nucleares. Los tumores malignos tienden a tener niveles bajos de oxígeno y, por lo tanto, pueden ser resistentes a la radiación TLE baja. Esto da una ventaja a los neutrones en determinadas situaciones. Una ventaja es un ciclo de tratamiento generalmente más corto. Para matar la misma cantidad de células cancerosas, los neutrones requieren un tercio de la dosis efectiva que los protones. Otra ventaja es la capacidad establecida de los neutrones para tratar mejor algunos cánceres, como el de glándula salival, carcinomas adenoides quísticos y ciertos tipos de tumores cerebrales, especialmente gliomas de alto grado.

### Transferencia lineal de energía (TLE)

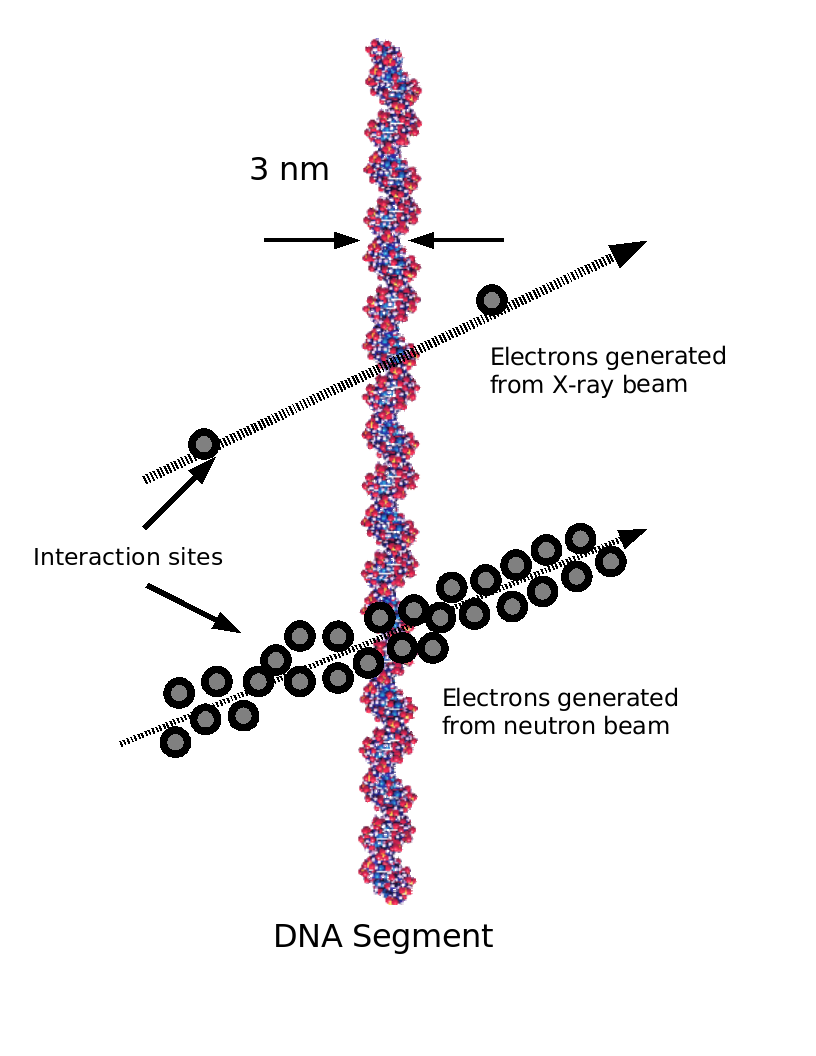
Comparación de electrones de TLE baja y electrones de TLE alta

Cuando los rayos X de energía terapéutica (de 1 a 25 MeV) interactúan con las células del tejido humano, lo hacen principalmente mediante interacciones de Compton y producen electrones secundarios de energía relativamente alta. Estos electrones de alta energía depositan su energía aproximadamente en 1keV/µm. En comparación, las partículas cargadas producidas en un punto de interacción con neutrones pueden entregar su energía con una intensidad de 30 a 80 keV/µm. La cantidad de energía depositada cuando las partículas atraviesan una sección de tejido se conoce como transferencia de energía lineal (TLE). Los rayos X producen radiación TLE baja y los neutrones producen radiación TLE alta.
Debido a que los electrones producidos a partir de rayos X tienen alta energía y baja TLE, cuando interactúan con una célula normalmente solo se producirán unas pocas ionizaciones. Es probable entonces que la baja radiación TLE provoque solo roturas de una sola hebra de la hélice del ADN. Las roturas de una sola hebra de las moléculas de ADN se pueden reparar fácilmente, por lo que el efecto sobre la célula diana no es necesariamente letal. Por el contrario, las partículas con carga alta de TLE producidas por la irradiación de neutrones provocan muchas ionizaciones a medida que atraviesan una célula, por lo que son posibles roturas de doble hebra de la molécula de ADN. Las reparaciones de roturas de doble cadena son mucho más difíciles de reparar para una célula y es más probable que provoquen la muerte celular.
Los mecanismos de reparación del ADN son bastante eficientes, y durante la vida de una célula se repararán muchos miles de roturas de una sola hebra de ADN. Sin embargo, una dosis suficiente de radiación ionizante provoca tantas roturas en el ADN que abruma la capacidad de los mecanismos celulares para hacerle frente.
La terapia de partículas (por ejemplo, iones de carbono) utiliza el TLE igualmente alto de los iones de 12C6+.
Debido a la alta TLE, el daño relativo por radiación (efecto biológico relativo o EBR) de los neutrones rápidos es 4 veces mayor que el de los rayos X, es decir, 1 rad de neutrones rápidos equivale a 4 rads de rayos X. La EBR de los neutrones también depende de la energía, por lo que los haces de neutrones producidos con diferentes espectros de energía en diferentes instalaciones tendrán diferentes valores de EBR.

### Efecto del oxígeno
La presencia de oxígeno en una célula actúa como radiosensibilizador, haciendo que los efectos de la radiación sean más dañinos. Las células tumorales suelen tener un contenido de oxígeno menor que el tejido normal. Esta condición médica se conoce como hipoxia tumoral y por lo tanto, el efecto del oxígeno actúa para disminuir la sensibilidad del tejido tumoral. El efecto del oxígeno puede describirse cuantitativamente mediante la relación de mejora de oxígeno (REA). Generalmente se cree que la irradiación de neutrones supera el efecto de la hipoxia tumoral, aunque existen argumentos en contra.

## Usos clínicos
La eficacia de los haces de neutrones utilizados en el tratamiento del cáncer de próstata se ha demostrado mediante ensayos aleatorios.
La terapia con neutrones rápidos se ha aplicado con éxito contra el tumor de glándula salival.
También han sido tratados con este sistema carcinomas adenoides quísticos.
Así mismo, se ha probado con varios otros tumores de cabeza y cuello.

## Efectos secundarios
Ninguna terapia contra el cáncer está exenta de riesgos de efectos secundarios. La terapia de neutrones es un bisturí nuclear muy potente que debe utilizarse con mucho cuidado. Por ejemplo, algunas de las curas más notables que ha podido lograr son las de tumores en la cabeza y el cuello. Muchos de estos cánceres no pueden tratarse eficazmente con otras terapias. Sin embargo, el daño de neutrones en áreas vulnerables cercanas, como el cerebro y las neuronas sensoriales, puede producir atrofia cerebral irreversible o ceguera entre otros efectos secundarios, cuyo riesgo puede mitigarse en gran medida mediante varias técnicas, pero no se pueden eliminar. Además, algunos pacientes son más susceptibles a estos efectos secundarios que otros y esto no se puede predecir. En última instancia, el paciente debe decidir si las ventajas de una cura posiblemente duradera superan los riesgos de este tratamiento cuando se enfrenta a un cáncer que de otro modo sería incurable.

## Centros de neutrones rápidos
Varios centros de todo el mundo han utilizado neutrones rápidos para tratar el cáncer. Debido a la falta de financiación y apoyo, en la década de 2020 solo había tres de ellos activos en EE. UU. La Universidad de Washington y el Centro de Oncología Radioterápica Gershenson operan haces de terapia de neutrones rápidos, y ambos están equipados con un colimador de hojas múltiples (MLC) para dar forma al haz de neutrones.

### Universidad de Washington
El Departamento de Oncología Radioterápica opera un ciclotrón que produce neutrones rápidos al dirigir protones de 50,5 MeV hacia un objetivo de berilio.
El ciclotrón UW está equipado con un sistema de entrega montado en pórtico y un MLC para producir campos moldeados. El sistema UW Neutron se conoce como Sistema de Terapia Clínica de Neutrones (CNTS). El sistema CNTS es el típico de la mayoría de los equipos de terapia con neutrones. Se necesita un edificio grande y bien protegido para reducir la exposición del público a la radiación y albergar el equipo necesario.
|              |
| Ciclotrón UW |

|                                                                                 |
| Colimador de hojas múltiples (MLC) utilizado para dar forma al haz de neutrones |

| |
| Esquema de una entrega de campo de tratamiento. Se ha girado la camilla del paciente, junto con el pórtico, de modo que el haz de neutrones entre de forma oblicua para preservar al máximo el tejido normal |

|                                                                                         |
| Ejemplo de un campo de neutrones de tratamiento colimado utilizando un MLC de neutrones |

Una línea de luz transporta el haz de protones desde el ciclotrón a un sistema con forma de pórtico, que contiene imanes para desviar y enfocar el haz de protones hacia el objetivo de berilio. El extremo del sistema de pórtico se denomina cabezal y contiene sistemas de dosimetría para medir la dosis, junto con el MLC y otros dispositivos de conformación del haz. La ventaja de tener un transporte de haz y un pórtico es que el ciclotrón puede permanecer estacionario y la fuente de radiación puede girar alrededor del paciente. Además de variar la orientación de la camilla de tratamiento en la que se coloca al paciente, la variación de la posición del pórtico permite dirigir la radiación desde prácticamente cualquier ángulo, con lo que se consigue preservar el tejido normal y dirigir una dosis máxima de radiación al tumor.
Durante el tratamiento, solo el paciente permanece dentro de la sala de irradiación (denominada bóveda) y los terapeutas controlarán el tratamiento de forma remota, viendo al paciente a través de cámaras de video. Cada emisión con una geometría determinada del haz de neutrones se denomina campo o haz de tratamiento. La administración del tratamiento está planificada para aplicar la radiación de la manera más efectiva posible y generalmente da como resultado campos que se ajustan a la forma del objetivo macroscópico, con cualquier extensión para cubrir la enfermedad microscópica.

### Centro de Cáncer Karmanos / Universidad Estatal de Wayne
La instalación de terapia de neutrones en el Centro de Oncología Radioterápica Gershenson del Centro Oncológico Karmanos/Universidad Estatal Wayne (KCC/WSU) en Detroit tiene algunas similitudes con el CNTS de la Universidad de Washington, pero también tiene muchas características únicas. Esta unidad fue dada de baja en 2011.
|                 |
| Esquema del MLC |

|                |
| Imagen del MLC |

|                                                                    |
| Esquema del ciclotrón superconductor montado en el pórtico KCC/WSU |

Mientras el CNTS acelera protones, la instalación KCC produce su haz de neutrones acelerando deuterones de 48,5 MeV sobre un objetivo de berilio. Este método produce un haz de neutrones con características de dosis de profundidad más o menos similares a las de un haz de fotones de 4 MV. Los deuterones se aceleran mediante un ciclotrón superconductor montado en un pórtico (GMSCC), lo que elimina la necesidad de imanes de dirección del haz adicionales y permite que la fuente de neutrones gire 360° completos alrededor de la camilla del paciente.
Las instalaciones del KCC también están equipadas con un dispositivo de conformación de haz MLC, siendo el único otro centro de terapia de neutrones en los EE. UU. además del CNTS. El MLC en las instalaciones del KCC se ha complementado con un software de planificación de tratamiento que permite la aplicación de radioterapia de neutrones de intensidad modulada (IMNRT), un avance en la terapia con haz de neutrones que permite aplicar más dosis de radiación sobre el tumor objetivo que la radioterapia de neutrones 3-D.
En 2007, el KCC/WSU había acumulado más experiencia que cualquier otro centro del mundo en el uso de la terapia de neutrones para el cáncer de próstata, y había tratado a casi 1.000 pacientes a lo largo de 10 años.

### Fermilab/Universidad del Norte de Illinois
El centro de terapia de neutrones Fermilab trató a pacientes por primera vez en 1976, y desde entonces ha tratado a más de 3000 pacientes. En 2004, la Universidad del Norte de Illinois comenzó a gestionar el centro. Los neutrones producidos por el acelerador lineal del Fermilab tienen las energías más altas disponibles en EE. UU. y una de las más altas del mundo.
El centro Fermilab fue clausurado en 2013.